# Podofilija
Podofilija je parafilija koja se iskazuje kroz fiksaciju prema nožnim prstima, tabanima, stopalima i raznim stvarima vezanima uz stopala, u svrhu postizanja seksualnog zadovoljavanja. To je najčešći oblik seksualnog fetišizma.
Podofilija je definirana kao povećano spolno zanimanje za stopala ili obuću. Pretežno je imaju muškarci, a predmet su obožavanja ženska stopala ili obuća. Za fetišista na atraktivnost stopala djeluju njihova veličina i oblik (također veličina i oblik nožnih prstiju), izgled noktiju (veličina, oblik, dužina, (ne)lakiranost), (ne)postojanje raznoraznih ukrasa (prstenje, pedikura, narukvice na gležnju), (ne)pokrivenost i vrsta obuće (bosa, u čarapama, u najlonkama, u japankama, u sandalama, u štiklama, itd.), miris, itd. Fetišizam se očituje u mirisanju stopala ili obuće, masiranju, škakljanju, ljubljenju ili lizanju stopala, sisanju nožnih prstiju, uživanju u gaženju, itd.
U svrhu procjene relativne učestalosti fetišizma, skupina istraživača bolonjskog Sveučilišta obavila je svemrežno istraživanje. Pregledali su 381 raspravu o fetišima. Ukupno je u njima sudjelovalo najmanje 5 000 ljudi. Ustanovljeno je da većina fetišista ima fetiš na dijelove tijela (33%) i na predmete vezane uz dijelove tijela (30%). Među onima koji preferiraju dijelove tijela, stopala i nožni prsti su predmet obožavanja većine, njih 47%. Većina onih koji preferiraju predmete (64%), za predmet obožavanja imaju obuću (cipele, čizme itd.). U kolovozu 2006., AOL je objavio osnovicu podataka pretraživanja svojih pretplatnika. U poretku onih izraza koji uključuju riječ "fetiš", u potraživanju najčešće je onaj na stopala.
Neki istraživači su pretpostavili da je rast zastupljenosti foot fetišizma uzrokovan nastajanjem epidemija spolno prenosivih bolesti. U jednoj studiji dr. Jamesa Gianninija s Ohio State University-a, ustanovljeno je da se povećano zanimanje za stopala kao spolnosni objekt pojavilo tijekom epidemija gonoreje u 12. st. i sifilisa u 16. i 19. stoljeću. U istom istraživanju, učestalost podofilije u pornografiji je izmjerena u intervalu od 30 godina. Povećanje je uočeno tijekom epidemije kopnice. U tim slučajevima, podofilija je sigurna alternativa snošaju. Međutim, istraživači su zamijetili da se te epidemije događaju u razdobljima veće emancipacije žena. Spolno usredotočenje na ženska stopala odraz je dominantnijeg položaja žene u spolnim i društvenim odnosima. Prvi poznati spomen podofilije je iz 1220. od strane Bertolda od Regensburga.